# Passer luteus
Il passero dorato o passero dorato del Sudan (Passer luteus (Lichtenstein, 1823)) è un uccello passeriforme appartenente alla famiglia Passeridae, diffuso in Africa.
Nell'allevamento la specie viene anche denominata "passero dorato canterino" a causa del suo bizzarro richiamo di base, simile a un canto.

## Descrizione
Si tratta di un passero piuttosto piccolo, che può raggiungere al massimo i 15 cm di lunghezza e 450 g di peso, con un'apertura alare di circa 7 cm. Il maschio presenta una testa giallastra e un corpo marroncino; nella stagione riproduttiva i colori del maschio risaltano ancora di più: le ali subiscono un forte cambiamento e diventano nere. Le femmine invece hanno un colore simile alla sabbia, una schiena con diverse striature castane ed una leggera sfumatura sulle parti inferiori. Gli individui giovani, (circa 10-12 mesi) somigliano molto alle femmine, ma quando raggiungono i 2-3 anni di età iniziano ad assumere una tinta ocra o gialla.

## Distribuzione e habitat
Passer luteus è presente in un areale molto esteso, che comprende l'Africa occidentale, centrale e nord-orientale (Mauritania, Senegal, Gambia, Mali, Burkina Faso, Niger, Nigeria, Camerun, Ciad, Egitto, Sudan, Sudan del Sud, Eritrea ed Etiopia).

## Biologia

### Voce
Il richiamo base di questa specie è un "chirp" o "tchirrup", segnalato in molte altre specie di passeri.

### Comportamento
Talvolta tende a formare stormi con membri di altre specie, che possono contare fino a 65.000 individui. I nidi vengono costruiti con foglie e frammenti di arbusti.

### Alimentazione
Si nutre di semi, vermi, insetti e pesciolini.

## Tassonomia
La specie più affine è il passero dorato arabico (Passer euchlorus (Bonaparte, 1850)), tanto che in passato i due taxa venivano considerati un'unica specie.

### Sottospecie
Non sono state individuate sottospecie.

### Sinonimi
È noto un solo sinonimo:
- Fringilla luteus Lichtenstein, 1823[2]

## Conservazione
Questo passeriforme possiede un areale molto ampio, tanto da non presentare le caratteristiche necessarie per poter definire una reale vulnerabilità della specie. Inoltre, da studi effettuati, sembra che la popolazione sia stabile, seppure non del tutto numericamente definita. Per queste ragioni, la Lista rossa IUCN ha attribuito a questo taxon lo status "LC" (rischio minimo).